# Druhá vláda Mariána Čalfy
Druhá vláda Mariána Čalfy, označovaná též vláda národní oběti, byla československá federální vláda, která existovala v období od 27. června 1990, kdy navazovala na první Čalfovu vládu (tzv. Vládu národního porozumění), do 2. července 1992. Jednalo se v pořadí o druhou vládu Mariána Čalfy (v rámci ČSFR o jeho první vládu).

## Vládní strany
| Strana | Strana                             | Ideologie                                 | Volby '90                        | Ve vládě  |
| ------ | ---------------------------------- | ----------------------------------------- | -------------------------------- | --------- |
|        | Občanské fórum                     | liberalismus proevropanismus              | 68/150                           | 1990–1991 |
|        | Komunistická strana Československa | komunismus demokratický socialismus       | 23/150                           | 1990      |
|        | Veřejnost proti násilí             | liberalismus proevropanismus              | 19/150                           | 1990–1991 |
|        | Křesťanskodemokratické hnutí       | křesťanská demokracie proevropanismus     | 11/150                           | 1990–1992 |
|        | Občanská demokratická aliance      | konzervativní liberalismus                | 6/150                            | 1990–1992 |
|        | Občanské hnutí                     | Sociální liberalismus Sociální demokracie | Nástupce Občanského fóra         | 1991–1992 |
|        | Občanská demokratická strana       | liberální konzervatismus                  | Nástupce Občanského fóra         | 1991–1992 |
|        | Občanská demokratická unie         | liberalismus proevropanismus              | Nástupce Veřejnosti proti násilí | 1991–1992 |

## Poměr sil ve vládě

### Počet ministrů

#### červen – červenec 1990
| - OF        | 5 |
| - VPN       | 4 |
| - nezávislí | 3 |
| - KDH       | 1 |
| - KSČ       | 1 |
| - ODA       | 1 |

#### červenec – říjen 1990
| - OF        | 6 |
| - VPN       | 4 |
| - nezávislí | 3 |
| - KDH       | 1 |
| - KSČ       | 1 |
| - ODA       | 1 |

#### říjen 1990 – leden 1991
| - OF        | 7 |
| - VPN       | 4 |
| - nezávislí | 3 |
| - KDH       | 1 |
| - ODA       | 1 |

#### leden – únor 1991
| - OF        | 7 |
| - VPN       | 4 |
| - nezávislí | 3 |
| - KDH       | 2 |
| - ODA       | 1 |

#### únor – duben 1991
| - OH        | 6 |
| - VPN       | 4 |
| - nezávislí | 3 |
| - KDH       | 2 |
| - ODS       | 1 |
| - ODA       | 1 |

#### duben – říjen 1991
| - OH        | 6 |
| - VPN       | 4 |
| - KDH       | 3 |
| - nezávislí | 2 |
| - ODS       | 1 |
| - ODA       | 1 |

#### říjen 1991 – červenec 1992
| - OH        | 6 |
| - ODÚ       | 4 |
| - KDH       | 3 |
| - nezávislí | 2 |
| - ODS       | 1 |
| - ODA       | 1 |

## Seznam členů vlády
| Strana                                                                                                 | Strana                                                        | Portfej                                                | Ministr           | Nástup do úřadu  | Odchod z úřadu   |
| --- | ------------------------------------------------------------- | ------------------------------------------------------ | ----------------- | ---------------- | ---------------- |
| | Verejnosť proti násiliu                                       | Předseda vlády                                         | Marián Čalfa      | 27. června 1990  | 2. července 1992 |
| Ministr vnitra                                                                                         | Verejnosť proti násiliu                                       | Ján Langoš                                             | 27. června 1990   | 2. července 1992 |                  |
| Ministr zahraničního obchodu                                                                           | Verejnosť proti násiliu                                       | Slavomír Stračár                                       | 27. června 1990   | 21. srpna 1990   |                  |
| Ministr zahraničního obchodu                                                                           | Verejnosť proti násiliu                                       | Jozef Bakšay                                           | 25. ledna 1991    | 2. července 1992 |                  |
| Ministr pověřený řízením Ministerstva pro strategické plánování Místopředseda vlády (od 3. října 1991) | Verejnosť proti násiliu                                       | Pavel Hoffmann                                         | 27. června 1990   | 2. července 1992 |                  |
| | Občanské fórum od 23. února 1991 Občanské hnutí               | Místopředseda vlády Ministr zahraničních věcí          | Jiří Dienstbier   | 27. června 1990  | 2. července 1992 |
| Místopředseda vlády                                                                                    | Občanské fórum od 23. února 1991 Občanské hnutí               | Pavel Rychetský                                        | 27. června 1990   | 2. července 1992 |                  |
| Ministr obrany                                                                                         | Občanské fórum od 23. února 1991 Občanské hnutí               | Luboš Dobrovský                                        | 18. října 1990    | 2. července 1992 |                  |
| Ministr práce a sociálních věcí                                                                        | Občanské fórum od 23. února 1991 Občanské hnutí               | Petr Miller                                            | 27. června 1990   | 2. července 1992 |                  |
| Ministryně pověřená řízením Ministerstva kontroly                                                      | Občanské fórum od 23. února 1991 Občanské hnutí               | Květoslava Kořínková                                   | 27. června 1990   | 2. července 1992 |                  |
| Ministr Předseda Federálního výboru pro životní prostředí                                              | Občanské fórum od 23. února 1991 Občanské hnutí               | Josef Vavroušek                                        | 19. července 1990 | 2. července 1992 |                  |
| | Kresťanskodemokratické hnutie                                 | Místopředseda vlády                                    | Jozef Mikloško    | 27. června 1990  | 2. července 1992 |
| Ministr spojů                                                                                          | Kresťanskodemokratické hnutie                                 | Emil Ehrenberger                                       | 19. dubna 1991    | 2. července 1992 |                  |
| Ministr pověřený řízením Federálního úřadu pro hospodářskou soutěž                                     | Kresťanskodemokratické hnutie                                 | Imrich Flassik                                         | 18. ledna 1991    | 2. července 1992 |                  |
| | Občanské fórum od 23. února 1991 Občanská demokratická strana | Ministr financí Místopředseda vlády (od 3. října 1991) | Václav Klaus      | 27. června 1990  | 2. července 1992 |
| | Občanská demokratická aliance                                 | Ministr pověřený řízením Ministerstva hospodářství     | Vladimír Dlouhý   | 27. června 1990  | 2. července 1992 |
| | Komunistická strana Československa                            | Ministr obrany                                         | Miroslav Vacek    | 27. června 1990  | 18. října 1990   |
| | Nestraničtí ministři                                          | Místopředseda vlády                                    | Václav Valeš      | 27. června 1990  | 2. července 1992 |
| Ministr dopravy                                                                                        | Nestraničtí ministři                                          | Jiří Nezval                                            | 27. června 1990   | 2. července 1992 |                  |
| Ministr spojů                                                                                          | Nestraničtí ministři                                          | Theodor Petrík                                         | 27. června 1990   | 19. dubna 1991   |                  |